# 纺锤里泊蛛
纺锤里泊蛛（学名：[Lipocrea fusiformis] 错误：{{Lang}}：文本有斜体标记（帮助））为园蛛科里泊蛛属的动物。分布于印度至日本以及中国大陆的湖南等地。该物种的模式产地在日本。